# Punta Leeson
La punta Leeson es una punta cubierta de hielo, que marca el extremo noreste de la isla Jorge, en las islas Sandwich del Sur. Se encuentra al norte de la punta Mathias. La Dirección de Sistemas de Información Geográfica de la provincia de Tierra del Fuego cita la punta en las coordenadas 58°21′18″S 26°10′15″O / -58.35500, -26.17083.
En esta punta y en sus cercanías se ubican tres de los puntos que determinan las líneas de base de la República Argentina, a partir de las cuales se miden los espacios marítimos que rodean al archipiélago.

## Historia
Fue nombrada en 1964 por el Comité de Topónimos Antárticos del Reino Unido haciendo referencia al teniente John Leeson de la Marina Real británica, piloto del HMS Protector, que participó en la inspección de la isla realizada ese año, al aterrizar un helicóptero del Protector. El topónimo luego fue traducido al castellano.
La isla nunca fue habitada ni ocupada, y como el resto de las Sandwich del Sur se encuentra bajo control del Reino Unido que la hace parte del territorio británico de ultramar de las Islas Georgias del Sur y Sandwich del Sur, y es reclamada por la República Argentina, que la hace parte del departamento Islas del Atlántico Sur dentro de la provincia de Tierra del Fuego, Antártida e Islas del Atlántico Sur.